# 野上照代

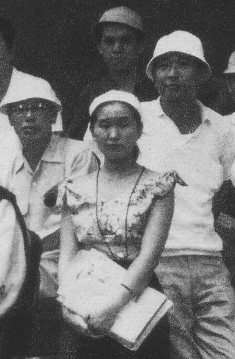
1956年

野上 照代（のがみ てるよ、1927年5月24日 - ）は、日本の映画スクリプター。黒沢プロダクション・マネージャー。

## 経歴
ドイツ文学者、社会思想研究家で戦後神戸大学教授を務めた野上巌（筆名・新島繁）の娘として東京に生まれる。
1943年、都立家政女学校卒業。図書館講習所入学。1944年、図書館講習所を卒業、山口県の旧制山口高等学校図書室に着任。終戦後、東京へ戻る。1946年、人民新聞社に入社。1947年、八雲書店に入社。同僚に草柳大蔵、仕事で井伏鱒二と知り合い親交を深める。
女学生時代に伊丹万作監督の『赤西蠣太』を観て、ファンレターを書いたのがきっかけで、伊丹家と親しくなり、約1年間、万作の長男伊丹十三と同居し、面倒を見る。1949年の監督の没後、大映京都撮影所で記録係（スクリプター）の見習いとなる。
1950年、黒澤明監督の『羅生門』にスクリプターとして参加。1951年、東宝へ移り『生きる』以降の全黒澤映画に記録・編集・制作助手として参加した。その間、1966年よりサン・アドにも在籍し、CM制作なども手がけた。1979年、同社を退社。
1984年、自らの少女時代を描いた“父へのレクィエム”が読売ヒューマンドキュメンタリーの優秀賞を受賞。2008年これを『母べえ』として山田洋次監督が映画化した。

## 映画作品

### 記録
- 羅生門（1950年）
- 生きる（1952年）
- 七人の侍（1954年）
- 蜘蛛巣城（1957年）
- 用心棒（1961年）
- 天国と地獄（1963年）
- 赤ひげ（1965年）

### その他
- デルス・ウザーラ（1975年） - 協力監督[1]
- 影武者（1980年） - アシスタント･プロデューサー
- 乱（1985年） - プロダクション・マネージャー
- 夢（1990年） - プロダクション･コーディネーター
- 八月の狂詩曲 - プロダクション・マネージャー
- まあだだよ（1993年） - プロダクション・マネージャー
- 雨あがる（2000年） - 監督補
- 阿弥陀堂だより（2002年） - 監督協力

## 著書
- 『天気待ち 監督・黒澤明とともに』（文藝春秋、2001年、文春文庫、2004年）
- 『蜥蜴の尻っぽ とっておき映画の話』（文藝春秋、2007年／草思社文庫、2021年）
- 『母べえ』（中央公論新社、2007年、中公文庫、2010年） - 映画『母べえ』の原作
- 『黒澤明　｢七人の侍」創作ノート』（2巻組、編・解説：文藝春秋、2010年）
- 『もう一度天気待ち 監督・黒澤明とともに』[2]（草思社、2014年、草思社文庫、2016年）

## 受賞
- 第5回読売「女性ヒューマン・ドキュメンタリー」大賞・優秀賞（『父へのレクイエム』にて、1984年）
- 第8回日本映画批評家大賞・特別賞（1998年）
- 第9回山路ふみ子映画功労賞
- 第3回文化庁映画賞・映画功労表彰部門（2005年）
- 第28回（2010年度）川喜多賞[3]
- 第34回日本アカデミー賞・協会特別賞（2011年）
- 第69回毎日映画コンクール・特別賞（2014年）[4]
- 第2回京都国際映画祭・牧野省三賞（2015年）
- 第94回キネマ旬報ベスト・テン・特別賞[5]
- 第35回東京国際映画祭・特別功労賞 (2022年)[6]

## テレビ番組
- 野上照代が記録した19本の黒澤映画（NHK BS、2008年）
- 監督 黒澤明と歩んだ時代～世界は今も夢をみる～（日本映画専門チャンネル、2015年・全5回）
- 1993年公開の伊丹十三監督の映画「大病人」のテレビ版メイキングの監督を中尾彬とともに務めた。